# Tomáš Garrigue Masaryk
Tomáš Garrigue Masaryk (Hodonín, Moràvia, 7 de març de 1850 - 14 de setembre de 1937) fou el fundador de la República de Txecoslovàquia.
Entre els anys 1872 i 1876 Masaryk va estudiar filosofia a la Universitat de Viena. Després d'obtenir el títol de doctor en filosofia es va ocupar dos anys a la Universitat de Leipzig, on va conèixer la ciutadana nord-americana Charlota Garrigue, amb la qual va contreure matrimoni el 1878 a Nova York. Com a expressió de reconeixement a la seva esposa va començar a utilitzar el seu segon nom, Garrigue.
El 1878 Tomáš Garrigue Masaryk es va habilitar a Viena com a professor universitari amb l'obra El suïcidi, en la qual va analitzar aquest acte a conseqüència del subjectivisme modern i de la pèrdua de la fe religiosa. Des de l'any 1882 va actuar com a professor en la Universitat de Praga.
En el seu pensament filosòfic partia del teisme protestant sense acceptar la revelació i la mística, accentuant al mateix temps els aspectes psicològics i ètics dels fenòmens socials i l'evident crisi moderna de l'individu i la societat. Ensenyava història de la filosofia, lògica, ètica i els fonaments de la sociologia i la psicologia, ocupant-se detalladament per la filosofia de David Hume i Blaise Pascal, i per l'enfortiment de les influències del pensament francès i angloamericà en la cultura txeca. Desenvolupava també intenses activitats científiques, i fou a més un dels principals iniciadors de la primera enciclopèdia universal en idioma txec.
Tomás Masaryk va ser elegit president txecoslovac el 14 de novembre de 1918, mentre que la República de Txecoslovàquia va sorgir oficialment el 28 d'octubre del mateix any. A causa de la inexistència de les institucions constitucionals del nou estat centreeuropeu, encara que format per nacions d'història mil·lenària, l'elecció de Masaryk va estar a càrrec de la denominada Assemblea Revolucionària Nacional. Masaryk va tornar de l'exili a Praga el 21 de desembre de 1918. Va ser reelegit en tres ocasions: el 1920, 1927 i 1934. El 14 de desembre de 1935 va renunciar al seu càrrec per raons de salut, i va morir el 14 d'octubre de 1937. El seu fill, Jan Masaryk, també es va dedicar a la política, i va arribar a ser ministre d'Afers Exteriors de Txecoslovàquia.
La Universitat Masaryk de Brno rep aquest nom en honor seu.